# Транспортний корабель постачання
ТКС, Транспортний корабель постачання (рос. Транспортный корабль снабжения) (Індекс 11Ф72) — радянський космічний корабель для доставки екіпажів та припасів на військові космічні станції «Алмаз». Космічний апарат призначався для пілотованого або автономного польоту з доставкою вантажу. Відбулось чотири безпілотні випробувальні польоти, через відмову від програми «Алмаз» не відбулось жодного пілотованого.
У серпні 2009 року компанія Excalibur Almaz оголосила, що планує використовувати капсули спускного апарата від корабля ТКС з комерційною метою. Ці капсули будуть оснащені невеликим сервісним модулем — розробленим відповідно до його місії.

## Історія створення
До розгортання проектувальних робіт з пілотованого ракетно-космічного комплексу (РКК) «Алмаз» в Радянському Союзі починалися льотні випробування корабля «Союз», а у ВПС США здійснювали широкомасштабні роботи зі створення військової станції MOL з екіпажем із трьох осіб.
Розробку Спускного апарата і всього комплексу в цілому вело ОКБ-52 (НВО машинобудування) головного конструктора Володимира Челомея. Розробку ФГБ (Функціонально вантажний Блок) — Філія № 1 НПОмаш, що став пізніше КБ «Салют». Виготовленням ТКС займався московський завод ім. М. В. Хрунічева (Зіх). Транспортний корабель постачання (ТКС) був потірбен для доставки вантажів і екіпажу на орбітальну пілотовану станцію (ОПС) «Алмаз». Виконані раніше опрацювання варіантів використання для цього корабля «Союз» та його похідних показували, що така система могла забезпечити мінімальний вантажопотік лише на першій стадії льотно-конструкторських випробувань РКК «Алмаз».
До початку розробки ТКС конструктори не мали інформації про поведінку людини навіть у тритижневому польоті. Внаслідок цього при розробці ТКС багато рішень мали надлишковий, або «запасний», характер. ТКС мав виконувати свої завдання в повністю автоматичному режимі, навіть за наявності на борту екіпажу.

## Конструкція ТКС
Головним розробником РКК «Алмаз» було ОКБ-52 в Реутові, відоме з 1966 року як Центральне конструкторське бюро машинобудування (ЦКБМ). Крім загального керівництва роботами, воно розробляло станцію «Алмаз» (ОПС, виріб 11Ф71), капсули спуску інформації (КСІ, виріб 11Ф76) і спускний апарат корабля ТКС (ВА, виріб 11Ф74). Відповідальним виконавцем корабля ТКС (виріб 11Ф72), що відповідав також за ФГБ корабля, призначили Філію № 1 у Філях. Виробником усього комплексу планувався завод імені М. В. Хрунічева, на якому виготовлялися РН «Протон-К».
ТКС фактично складався з двох «готових виробів» — Спускного апарата ВА (рос. Возвращаемый аппарат) і Функціонально-вантажного блоку ФГБ (рос. Функционально-грузовой блок). Екіпаж — 3 особи. Згідно з проектом, корабель міг знаходитися в автономному польоті до 4 діб; зістикованим з ОПС — до 90 діб. Стартова маса ТКС при запуску становила 21,62 т, на орбіті — 17,57 т. Об'єм внутрішніх відсіків корабля — 49,88 м³. Довжина ТКС у стартовому положенні — 17,51 м, на орбіті — 13,2 м. Порівняно зі скромним «Союзом» — якісний і кількісний стрибок у параметрах і можливостях.

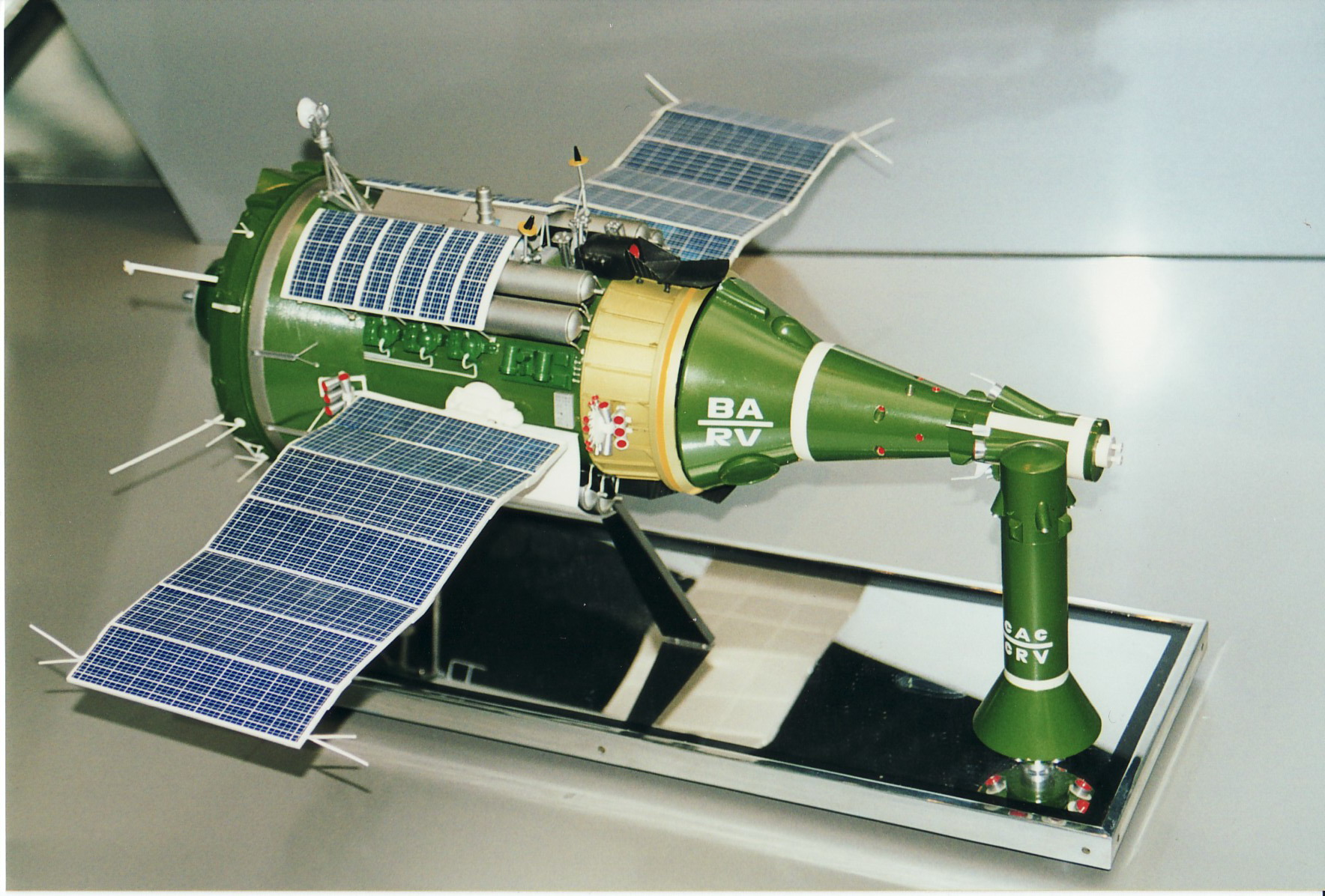
Функціонально-вантажний блок (ФГБ), спускний апарат (СА) та системи спасіння (САС).

Маса корисного вантажу, включаючи ВА і необхідні матеріали, — до 12,6 т, маса вантажів для доставки на ОПС (до семи КСІ, запаси палива, необхідні матеріали для системи життєзабезпечення (СЖО) і спецматеріали), — близько 5,2 т. Місткість паливних відсіків — 3,822 т. Паливо (азотний тетраоксид і несиметричний диметилгідразин) розміщувалось у восьми циліндричних баках на зовнішній поверхні ФГБ. На зовнішній поверхні блоку також встановили основні агрегати рушійної установки (РУ), двигуни орієнтації і стабілізації, антени і датчики, радіатори системи терморегулювання і панелі сонячних батарей (СБ) — два «крила» по 17 м² і 6 м² на «кожусі», що закривав паливні баки. Загальна потужність енергоустановки становила 3,5 кВт.
Основною частиною корабля був функціонально-вантажний блок складної форми із зонами різного діаметра. Спереду, в зоні малого (2,9 м) діаметра на нього встановлювався спускний апарат, ззаду відсік мав розширення, утворене двома конічними проставками з максимальним діаметром 4,1 м. У хвостовій частині ТКС розташовувався активний стикувальний агрегат, який значно відрізнявся від аналогічного вузла «Союз 7K-T», він був пристосований для стикування об'єктів масою по 20 т; час стягування космічних апаратів і гасіння коливань від моменту м'якого стикування до жорсткого стягування становило 3-4 хв порівняно з 18-20 хв для комбінації «Союз»-ДОС.
У стартовій конфігурації ТКС, встановлений на вершині ракети-носія «Протон-К», разюче відрізнявся від «Союзу». У верхній частині першого вирізнявся довгий циліндричний пороховий двигун системи аварійного порятунку (САР). Нижче розташовувався ВА, встановлений на ФГБ. При виведенні передня і центральна (бічна) частини корабля захищалися скидуваним двостулковим обтічником діаметром 4,35 м.

### Спускний апарат
ВА (рос. Возвращаемый аппарат) Спускний апарат комплексу «Алмаз» створювався на базі аналогічних розробок, здійснених ЦКБМ при створенні місячних кораблів ЛК та ЛК-700, з урахуванням результатів стендових випробувань малорозмірних моделей і з використанням доступної інформації про відпрацювання американських кораблів Джеміні і Аполлон.
У початковій концепції РКК «Алмаз» ВА (виріб 11Ф74) був невід'ємною частиною ОПС, і встановлювався в її передній частині. Ідея полягала в тому, щоб екіпаж починав працювати одразу після виведення станції на орбіту. На орбіті космонавти переходили б у відсіки станції через люк у теплозахисному екрані ВА. Після закінчення роботи ВА відстиковувався від ОПС і повертав на Землю екіпаж і матеріали. Крім того, він мав використовуватись для екстреного порятунку екіпажу з ОПС на усіх ділянках польоту — від запуску і виведення до роботи на орбіті.
Рішення вирізати перехідній люк у найбільш теплонавантаженому місці ВА викликало дуже гарячі суперечки, але генеральний конструктор РКК «Алмаз» В. М. Челомей наполягав на цьому.
Згодом від застосування ВА у складі ОПС відмовились і його передбачалось використовувати тільки у складі ТКС, для таких функцій:
- доставка на станцію і спуск з орбіти екіпажу і вантажів, що повертаються;
- автономний двовитковий політ орбітою в режимі очікування часу посадки і автономної орієнтації для видачі гальмівного імпульсу.

За первинними планами всередині апарата могли здійснювати політ три космонавти у скафандрах. Надалі передбачалося збільшити розміри ВА і екіпаж мав зрости до п'яти-шести осіб.
Особливості апарата:
- лобовий теплозахисний екран, який не відокремлювався і забезпечував багаторазові повторні спуски ВА з орбіти;
- висока аеродинамічна якість, що дозволяло зменшити термодинамічні навантаження на конструкцію апарата і екіпаж і здійснити керований спуск у визначену точку посадки при проходженні максимально можливої кількості обертів;
- забезпечення автономного польоту і спуску з орбіти, що давало можливість продовження роботи ТКС у складі РКК «Алмаз» після відокремлення ВА.

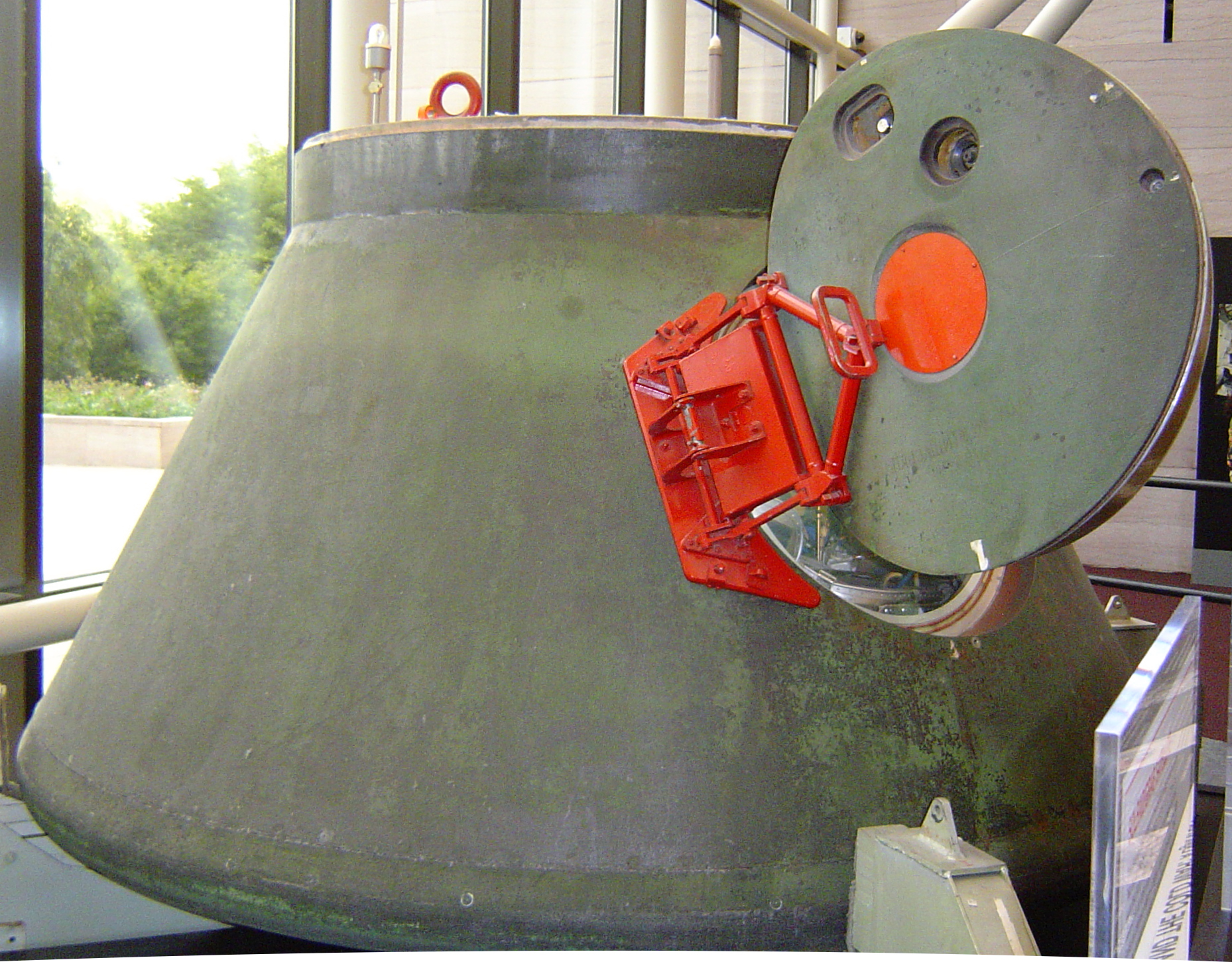
Спускний апарат корабля ТКС

Виріб 11Ф74 складався з трьох основних блоків:
- ВА з кабіною екіпажу;
- порохова гальмівна рушійна установка (рос. тормозная двигательная установка, ТДУ) для сходу з орбіти;
- порохова аварійна рушійна установка (рос. аварийная двигательная установка, АДУ).

Параметри
| Маса виробу на старті:                                                | близько 7,3 т;                                    |
| Максимальна довжина:                                                  | 10,3 м;                                           |
| Максимальний діаметр:                                                 | 2,79 м;                                           |
| Маса апарата на орбіті (після скидання АДУ):                          | понад 4,8 т, при спуску з орбіти — близько 3,8 т; |
| Житловий об'єм:                                                       | 3,5 м³;                                           |
| Максимальна маса корисного вантажу, що повертається, при запуску ТКС: | до 50 кг з екіпажем, 500 кг без екіпажу;          |
| Тривалість автономного польоту ВА по орбіті:                          | 3 години;                                         |
| Максимальна тривалість перебування екіпажу у ВА:                      | 31 година;                                        |

Порятунок екіпажу при аварії ракети-носія мав здійснюватись відокремленням ВА за допомогою потужної АДУ, що складалась з основного і керуючого порохових двигунів. ТЗ на систему аварійного порятунку встановлювало жорсткі установки щодо її використання, зокрема на відведення від ракети-носія на старті або при втраті керування.
За конфігурацією ВА нагадував американську капсулу Джеміні і мав розміри подібні до командного модуля корабля Аполлон. Основний відсік ВА — кабіна екіпажу мав форму зрізаного конуса з напівсферичним днищем у широкій основі.
Прагнення проектантів досягти високих аеродинамічних властивостей призвело до вибору відповідної форми ВА, на відміну від сегменто-конічної («фароподібної») в кораблі «Союз», де обмеження накладав також максимально можливий внутрішній об'єм спускного апарата, при меншому граничному діаметрі днища.
У конструкції ВА переважали рішення, характерні для авіаційної промисловості. Гермооболонку утворювали вафельні панелі, скріплені автоматичним зварюванням з повним рентгенографічним контролем зварних з'єднань. Її випробували при тиску 1,9 атм, що більш ніж в 1,5 рази перевищував максимальний розрахунковий тиск, який мала витримати кабіна екіпажу. У процесі запуску ВА у виробництво переглянули численні технології зварювання, штампування і механообробки для можливості виконання технічного регламенту і ремонту.
При проектуванні усіх підсистем і блоків ВА розробники керувалися принципами допустимості одиничної відмови і методами управління надійності, властивими для пілотованих систем. Основною метою технологічного опрацювання ВА стала простота експлуатації та відновлення. Єдиний відступ від правил — гермокабіна. Її відмова (розгерметизація) вважалась неприпустимою (хоча екіпаж у скафандрах і міг продовжувати роботу після наддуву останніх). І все це попри те, що через оболонку гермокабіни проходять численні вузли введення трубопроводів, кабелів тощо, а також три люки (один — з ілюмінатором) і оптичне вікно системи ручної орієнтації.
Для підвищення надійності ілюмінатори мали по три кварцові скляні панелі з ущільненнями між ними і спеціальною системою розвантаження від надлишкового тиску. Простір між панелями заповнювався сухим азотом.
ВА мав 39 піротехнічних пристроїв 12 типів. Усі вони створювались за безосколковим принципом, з високою надійністю, відмовостійкістю, невеликою масою та високою швидкодією. Значне використання піротехніки також було відмінною рисою проекту ВА.
Система розгортання парашутів оснащувалася спеціальними пристроями, що запобігали заплутуванню строп і куполів.
Відмінною особливістю ВА був люк для переходу екіпажу з гермокабіни апарата у внутрішній відсік ФГБ. Люк діаметром близько 550 мм був влаштований у лобовому теплозахисному екрані-щиті. Кришка люка відкривалась всередину гермокабіни апарата. З відсіком ФГБ люк з'єднувався сильфонним переходом-лазом, який перерубався пірошнуром біля основи перед відділенням ВА. Згодом пірошнур замінили спеціальним механізмом з кульовими замками, що спрацьовують від дубльованих піропатронів. Люк мав виключно продуманий механізм замикання, не вимагав від екіпажу значних зусиль для відкривання і для герметизації апарата. Система ущільнень не давала високотемпературній плазмі потрапити у зазор люка.
Попри те, що люк був влаштований практично в найбільш теплонапруженому місці ВА, жодного випадку його прогорання за результатами наземних і льотних (зокрема трьох повторних орбітальних) випробувань не зареєстрували.
Основний теплозахист ВА складався з трьох основних елементів змінної товщини:

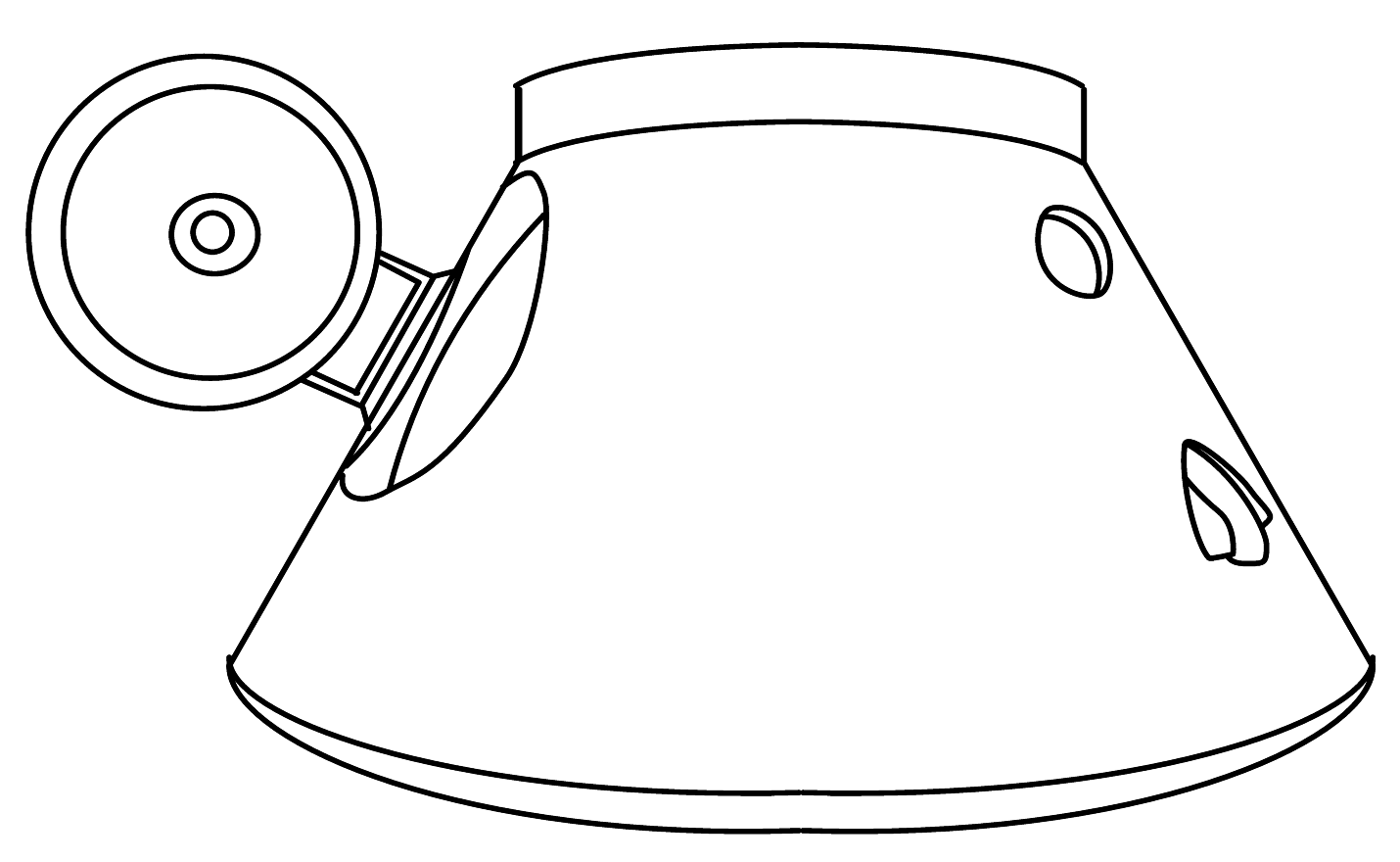
Капсула ПА

- донного напівсферичного сегмента (лобового екрану);
- сегмента у формі зрізаного конуса (бічний теплозахист);
- сегмента носового відсіку.

Краплеподібний наріст тефлону нижче центру донного сегменту забезпечував захист при піку нагрівання під час входження в атмосферу, що виникав при згорянні залишків перехідного тунелю екіпажу.
Підхід до проектування теплозахисту ВА комплексу «Алмаза» значно відрізнявся від використовуваного до цього розробниками в СРСР для СА кораблів «Восток» і «Союз» і у США для капсул Меркурій, Джеміні і Аполлон, де застосовувалась абляційна система теплозахисту одноразового використання. Технічне завдання на комплекс «Алмаз» вимагало високої частоти польотів ВА, у зв'язку з чим обрали підхід, який дозволяв багаторазово використовувати основні системи апарата. Від якості виготовлення і нанесення теплозахисту на ВА багато в чому залежить безпека життя космонавтів, тому до нього висувались надзвичайно високі вимоги.

### Функціонально вантажний блок
ФВБ (рос. ФГБ) складається з секцій різного діаметру. 
Спереду, на зоні малого (2,9 м) діаметру на нього встановлювався спускний апарат, ззаду відсік мав розширення, утворене двома конічними проставками з максимальним діаметром 4,1 м. У хвостовій частині ТКС розташовувався активний стикувальний агрегат, спеціально пристосований для стикування об'єктів масою по 20 т. У передній частині блоку знаходяться два двигуни корекції (11Д442) тягою по 447 кгс.
Двигуни могли вмикатися до 100 разів; їх ресурс становить 2600 с. Для корабля настільки великої маси виявилося більш вигідним використовувати рухову установку з турбонасосного системою подачі, а не з витіснювальною як на «Союзі». Все паливо (АТ+НДМГ) розміщувалося в восьми циліндричних баках на зовнішній поверхні ФГБ. Там же встановлені основні агрегати рухової установки (ДУ), двигуни орієнтації та стабілізації, антени і датчики, радіатори системи терморегулювання.

### Системи корабля

#### Система життєзабезпечення
Система життєзабезпечення екіпажу складалась з основних і дублюючих агрегатів, розташованих у навісному відсіку (забезпечували автономний політ ВА по орбіті, необхідний для вибору відповідної точки посадки), а також засобів вентиляції і постачання киснем скафандрів при спуску в атмосфері після відділення навісного відсіку. Електроживлення систем ВА здійснювалося від акумуляторних батарей.
Система терморегулювання ВА — комбінована. При польоті апарата у складі ТКС його тепловий баланс підтримувався активною газо-рідинною системою. Після відділення і перебування в автономному польоті терморегулювання здійснювалося пасивними елементами — багатошаровою теплоізоляцією та покриттями з певними оптичними властивостями. Найбільшого захисту потребували реактивна система управління з ємностями компонентів палива, які мали захищатись від замерзання, а також агрегати системи життєзабезпечення.

#### Система управління
Спочатку припускали, що всім кораблем (а при стикуванні з орбітальною станцією — і комплексом «Алмаз») керуватиме єдина система управління (СУ), встановлена у ВА. Після оцінки габаритно-масових параметрів СУ вирішили розділити її на дві автономні частини, завдяки чому функціонально-вантажний блок (ФГБ) і спускний апарат отримали різні СУ. ФГБ міг працювати самостійно, забезпечуючи виведення, політ на орбіті й підготовку умов для спуску ВА. Система управління ВА забезпечувала підготовку на орбіті до спуску і керування спуском в автономному режимі.
СУ корабля містила цифровий контур, що на той час було новаторствам. Однак розробники не наважились одразу переходити на «цифру», залишивши аналогові прилади, тому СУ вийшла «аналогово-цифровою» з різними режимами роботи при відповідальних операціях (наприклад, порятунок екіпажу). Для виконання пошуку та зближення ТКС оснащувався системою «Ігла-1Р» — варіантом тієї, що застосовувалася на ДОС «Салют».

#### Рушійна установка
Два двигуни корекції ТКС (КРД-442, або 11Д442) з турбонасосною системою подачі компонентів палива розташовувались в передній частині блоку і мали трохи відхилені від горизонталі сопла, щоб витікаючі гази мінімально впливали на поверхню корабля. Тяга РРД — по 447 кгс; їх розробили в КБ хімічного машинобудування (колишнє ОКБ-2 А. М. Ісаєва). Двигуни могли вмикатися до 100 разів; їхній ресурс становив 2600 сек. ТКС мав достатній запас палива для багаторазового виконання усіх динамічних операцій, пов'язаних з автономним польотом, стикуванням і корекцією орбіти комплексу «Алмаз».
Двигуни управління орієнтацією ФГБ розташовувались у чотирьох групах, по дві з кожного кінця блоку. У кожній встановлювалося по п'ять РРД причалювання і стабілізації тягою по 40 кгс. У двох передніх групах стояло по вісім РРД точної стабілізації. Усі двигуни оснащувалися витискальною системою подачі компонентів палива і були розроблені також в ОКБ А. М. Ісаєва.

#### Теплозахисний екран
Система теплозахисту спускного апарата складалася з шарів кремнеземної тканини спеціального плетіння, просякнутих фенолформальдегідною смолою. При спуску з орбіти під дією теплових навантажень смола починає випаровуватися з об'ємно структурованої матриці; продукти її піролізу утворюють газоподібний шар-подушку, що захищає екран від обгорання і деформації. Фахівці ЦКБМ розробили конструкцію теплозахисту і технологічний процес її відновлення для повторного (до 10 разів) використання.
Крізь лобовий теплозахисний екран проходили чотири механічні вузли кріплення спускного апарата до суміжного відсіку, вузли кріплення навісного агрегату, а крізь бічний теплозахист — механізм введення ліній для електропостачання, охолодження, газопостачання та передачі даних. При розділенні відсіків ТКС окремі піромеханізми розрізали перехідний тунель, службові лінії і місця механічного кріплення, а пружинні штовхачі забезпечували початкову швидкість відходу ВА від ФГБ.
Під час автономного польоту на орбіті космонавти могли двічі спробувати «зайти на посадку». У розрахунковий момент починались процедури підготовки до спуску. Система управління розгортала спускний апарат днищем за напрямком вектора швидкості, вмикалась ТДУ і відбувався схід з орбіти, після чого бортова автоматика видавала команди на скидання навісних агрегатів перед входом у щільні шари атмосфери.
При русі в атмосфері з номінальним кутом атаки 18° аеродинамічна властивість спускного апарата на гіперзвуковій швидкості становила приблизно 0,25. Управління поздовжньою і поперечною («бічною») дальністю спуску досягалось зміною положення апарата в потоці за допомогою двигунів РСУ. Балістичний коефіцієнт змінювався від 472 кгс/м² до 647 кгс/м², що можна порівняти з 379 кгс/м² для командного відсіку Аполлона. Це дозволяло здійснювати спуск в атмосфері при перевантаженнях менше 3 одиниць. Однак, оскільки основне завдання СУ — вивести спускний апарат у потрібний район посадки, розмір і напрям підйомної сили не залишались постійними і перевантаження в деякі моменти спуску могло досягати 4 одиниць.

#### Система посадки
В останній фазі польоту спускного апарата на висоті 10 км і при динамічному тиску 900 кгс/м² відокремлювався головний обтічник та послідовне розкривались витяжний, гальмівний і основний трикупольний парашути, висувались антени, вкмикалась система радіопеленгу, світловий проблисковий маяк і відстрілювався пошуковий радіомаяк «Комар» (спускався окремо на своєму парашуті). Після розгортання трьох основних куполів загальною площею 1770 м² швидкість спуску ВА знижувалась до 6,5 м/с. Безпечна посадка була можлива і з двома куполами.
Перед приземленням вмикався твердопаливний ракетний двигун м'якої посадки тягою 2,5 тс, змонтований не у стропах парашутів, як у «Восхода», і не на днищі спускного апарата, як у «Союза», а ззовні верхньої частини кабіни екіпажу, під вертлюгами парашутної системи. Його сопла були спрямовані уздовж твірної конуса. Номінально він вмикався на висоті 1-5 м від землі й уповільнював швидкість спуску до 3 м/с. Момент запалювання визначав кінцеву швидкість перед посадкою і обчислювався з використанням сигналу гамма-променевого висотоміра «Кактус», який відсіював перешкоди від підстилаючої поверхні (крони дерев, глибокий пухкий сніг, лід, вода, шар опалого листя). У момент дотику землі амортизатори у кріслах поглинали залишковий удар. Можлива була і посадка на воду — при перевірках встановили, що Ва мав єдине стійке положення у воді — лобовим екраном донизу.
Точка посадки ВА після керованого спуску в атмосфері перебувала всередині еліпса розсіювання (великий радіус — 27 км, малий радіус — 13 км), розташування якого визначалося, найперше, умовами орієнтації перед спуском.
Якби автоматика не змогла б зорієнтувати апарат, то була резервна ручна система: екіпаж мав стабілізувати апарат, визначивши розташування горизонту за допомогою оптичного візира або інфрачервоного датчика, після чого спускний апарат орієнтувався за курсом вручну або з використанням іонного датчика потоку. Визначивши реперні точки, екіпаж запускав гіроскопи, які утримували орієнтацію апарата до вмикання ТДУ.
Якщо ВА втрачав стабілізацію після успішного вмикання гальмівного двигуна до входу в атмосферу, скиданням частини кожуха ТДУ апарат набував аеродинамічної конфігурації з єдиним стійким положенням на гіперзвукової швидкості — лобовим теплозахисним екраном вперед. Використовуючи цю особливість і природне аеродинамічне демпфування, спускний апарат правильно орієнтувався у верхніх шарах атмосфери до піку нагріву та динамічного тиску.
Якщо неможливо було зорієнтуватись по крену для керованого спуску, апарат закручувався навколо поздовжньої осі і переходив на балістичний спуск. Пікове перевантаження при цьому могло перевищити 8 одиниць.

## Функціональність
Від початку концептуально ТКС будувався за іншими принципами, ніж корабель «Союз». Відповідно до технічного завдання (ТЗ) ТКС мав забезпечити виконання таких завдань:
- стикування корабля і станції на навколоземній орбіті висотою 250 км з нахилом 51°;
- доставку і повернення екіпажів ОПС;
- доставку вантажів та апаратури для виконання функціональних робіт на борту станції;
- доставку засобів забезпечення життєдіяльності екіпажів;
- підйом орбіти станції;
- орієнтацію і тривале (впродовж 90 діб) управління польотом усього комплексу;
- забезпечення спуску з орбіти апарата, спускного апарата (ВА), що входив до складу ТКС.

## Плановане перебування на орбіті
Після штатного виходу на орбіту екіпаж мав відкрити люк у днищі ВА і перейти через короткий циліндричний гофрований тунель сильфонного типу в основний простір ФГБ, де розміщувався «сухий» корисний вантаж, що доставлявся кораблем на станцію. З боків «зони малого діаметра» (2,9 м) розташовувались укладки з «сухими» вантажами. У зоні великого діаметра (4,1 м) мали розміщуватись капсули скидання інформації (КСІ). Для полегшення робіт з вантажами вздовж усієї довжини внутрішнього відсіку ФГБ встановили напрямні, якими космонавти за допомогою спеціальних захватів-транспортерів мали після стикування зі станцією передавати вантажі на ОПС.
При зближенні з ОПС «Алмаз», екіпаж у скафандрах «Сокіл-Т» мав розташовуватись у відкидних кріслах на посту управління у хвостовій частині ФГБ поруч зі стикувальним вузлом і візуально спостерігати за процесами крізь ілюмінатори. Таким чином, розробники обійшлися без складної системи перископів і телекамер, як на «Союзі», де прямий двосторонній контакт з ціллю був можливий не завжди. Після стикування екіпаж вирівнював тиск між апаратами, відкривав люк і переходив на борт станції.
У конструкції ТКС широко використовувалися технології, створені Філією № 1 при розробці РН «Протон-К», МБР УР-100 та інших виробів, що випускалися заводом імені М. В. Хрунічева, зокрема фрезеровані вафельні панелі і відсіки «стандартних» для заводу діаметрів.

## Випробування

### Випробування системи аварійного порятунку
З 1975 по 1979 роки з 51-го майданчика космодрому Байконур відбулось п'ять випробувань системи аварійного порятунку.
На стартовому столі розробки ЦКБЕМ, який раніше використовувався для запуску ракети Р-9А, монтувався імітатор верхньої части ФГБ, на якому встановлювався ВА зі штатними вузлами розділення, пірозамками, перехідним сильфонним тунелем, піроножами і пружинними штовхачами, які спрацьовували після команди «Аварія». Потім одночасно запускались двигуни порохової аварійної рушійної установки (рос. аварийная двигательная установка, АДУ) і порохової гальмівної установки (рос. тормозная двигательная установка, ТДУ) загальною тягою 86 тс.
ВА споряджались комплексом приладів, які вимірювали перевантаження у кріслах при вмиканні АДУ, при розкриванні парашута, переворотах, ударі об землю. Одночасно в екстремальних умовах відпрацьовувалась парашутно-реактивна система посадки — апарат піднімався над столом на 1,5 км і майже одразу після скидання АДУ спрацьовувала парашутна система.
Тричі випробувався «виріб 005» і двічі «виріб 007» (останній відрізнявся комплектацією, зокрема наявністю штатного люка, що дозволило виміряти акустичні навантаження у відсіку екіпажа. Усі випробування закінчились успішно.
Під час цих запусків випробувалась можливість спільної роботи ТДУ і АДУ при аварійній ситуації під час запуску. Це дозволило зменшити масу системи аварійного порятунку і надавало системі певної гнучкості, зокрема три режими тяги: ТДУ і АДУ; тільки АДУ; тільки ТДУ — в цьому випадку двигун вмикався на ділянках польоту після скидання АДУ. НВОмаш запатентував спільний режим роботи ТДУ і АДУ.

### Льотні випробування
1974 року почались роботи зі створення системи 82ЛБ72 — офіційна назва означала: на 82-му носії («Протон») встановлено льотний блок, який імітує 72-й виріб (ТКС). Створили апарат, обводи і центровка якого імітували ТКС під обтічником. Корпус складався з двох частин, у верхній частині й усередині встановлювались штатні проставки з усіма засобами розділення. На останні закріплювались ВА — згори АДУ і ТДУ, усередині — тільки з ТДУ. В корпусі під верхнім ВА були «кишені» для заповнення баластним вантажем (спочатку — пісок, потім — чавунний шріт). Корпус без ВА називався 82ЛВІ, закінчення назви стало неофіційним позначенням «подвійних запусків».
- Перше вдале випробування апарата-аналога відбулось 15 грудня 1976 року коли ракета-носій УР500К(Протон) вивела на орбіту Космос-881 і -882. Після одного оберту ВА успішно приземлились.
- Другий запуск апарата-аналога відбувся 30 березня 1978 року, Після одного оберту ВА Космос-997 і -998 успішно приземлились.
- Третій запуск апарата-аналога 5 січня 1979 року закінчився невдало внаслідок аварії ракети-носія. Система аварійного порятунку успішно повернула на Землю верхній ВА.
- Четвертий запуск апарата-аналога 23 травня 1979 року — Космос-1100 і -1101 — відрізнявся від попередніх польотів тим, що верхній ВА здійснив два оберти на орбіті і увійшов в атмосферу через 90 хвилин після першого.

- Перший запуск повністю укомплектованого випробувального ТКС відбувся 17 липня 1977 року з космодрому Байконур ракетою-носієм «Протон-К». Космічний апарат «Космос-929» призначався для випробувань конструкції і систем. 17 серпня ВА успішно приземлився. Автономний політ ФГБ тривав до 3 лютого 1978 року.
- Другий ТКС запустили 25 квітня 1981 року як Космос-1267. 24 травня 1981 року від ТКС відокремився і приземлився ВА. 19 липня 1981 року апарат автоматично зістикувався зі станцією Салют-6. Для сумісності стикувальних агрегатів корабля і станції останній, шостий, основний екіпаж станції (Ковальонок і Савіних) до повернення на землю встановили у конусі переднього стикувального вузла станції спеціальний перехідник, який забезпечував стикування ТКС без закривання замків агрегату. ТКС і ДОС разом літали понад 400 діб, корабель корегував орбіту станції. 29 липня 1982 року ТКС видав гальмівний імпульс і увійшов разом зі станцією у щільні шари атмосфери.
- Третій ТКС запустили 2 березня 1983 року як Космос-1443. 10 березня корабель зістикувався зі станцією Салют-7. Стикувальні вузли обох космічних апаратів були уніфікованими, тому другий основний екіпаж станції — Ляхов і Алєксандров — зміг розвантажити ТКС і завантажити до ВА 350 кг вантажів. 14 серпня ТКС відстикувався від станції, а 23 серпня від нього відокремився і приземлився ВА з результатами досліджень. Політ ФГБ тривав до 19 вересня 1983 року[2].
- Четвертий ТКС під назвою Космос-1686 запустили 27 вересня 1985 року РН «Протон-К», який п'ять днів потому зістикувався зі станцією «Салют-7». Цей КА, що мав також позначення 11Ф72 №16501, був цікавим і етапним апаратом. Його називають останнім Транспортним кораблем постачання (ТКС), який так і не став новим апаратом для польотів людини в космос. Але частіше - першим модулем 77-й серії (ТКС-М), до якої належать і чотири модулі станції «Мир»: («Квант-2», «Кристал», «Спектр» і «Природа»), а також перший елемент МКС - ФВБ «Заря».

## Закриття програми ТКС
Незважаючи на позитивні результати ЛКВ, що показали високу надійність усіх систем корабля, програму ТКС закрили. Однією з причин була більша вартість виготовлення і запуску ТКС порівняно з «Союзом», але експлуатація станції «Салют-7» показала вигідність спільного використання ТКС (для виведення важких вантажів) і «Союз»/«Прогрес» (для запуску екіпажу і легких вантажів).
Розробка ТКС стала школою проектування і конструювання космічної техніки. За цією новою (щонайменше, для КБ «Салют») тематикою утворили відділи, яких до цього на підприємстві не було, — радистів, телевізійників, оптиків, і з'явилось багато спеціальних систем — управління, командна радіолінія тощо Завдяки програмі ТКС підприємство змогло досягти швидкого результату при створенні цільових модулів ОС «Мир» і МКС.
НПОмаш було відрізано від участі у пілотованих космічних програмах. Тут за проектами «Алмаз» і ТКС були створені надійні й універсальні засоби доставки на ОС вантажів та екіпажу і повернення останнього на Землю. Ретельне відпрацювання спускного апарата (ВА) підтвердила його повну готовність до польоту в пілотованому варіанті, а розроблена і застосована технологія відновлення теплозахисту забезпечила багаторазовість відсіку екіпажу.
Головна організація і «суміжники» змогли зберегти у працездатному стані кілька ВА, а також техдокументацію, технологічне оснащення та контрольно-перевірочну апаратуру для їх виробництва, відновлення і випробувань.
З багатьох причин ВА не був затребуваний у радянській пілотованій програмі. Цей факт, а також великий потенціал апарата в поєднанні з можливістю стикувати його з будь-яким житловим орбітальним об'єктом без значних змін конструкції ВА дозволив фахівцям НПОмаш у першій половині 1990-х років запропонувати його як малогабаритний автономний (або «напівавтономний») корабель-рятувальник — спочатку для станції «Мир», а потім і МКС. Цьому сприяли конструктивно-компонувальні особливості апарата — відсік екіпажу великого обсягу (три людини можуть працювати в скафандрах, двоє — евакуювати хворого або пораненого космонавта), наявність власних СУ і ТДУ і трьох люків.
Крім того, ще в розпал робіт за проектом ТКС розглядався п'яти-шестимісний варіант ВА, використовуваний спільно зі штатним ФГБ. Великий внутрішній обсяг такого апарата забезпечував зручність роботи екіпажу (космонавт у скафандрі міг стояти всередині нього). При необхідності можна було використовувати спускний апарат як шлюзовий відсік для виходу у відкритий космос.
Розрахунки показали можливість створення такого спускного апарата непринциповими удосконаленнями штатного тримісного апарата. При частковій або повній відмові від багаторазовості (використання відокремлюваного лобового теплозахисного екрану) можна було наростити стандартний відсік екіпажу «піддоном» в його нижній частині, в якому розміщувалися ще 2-3 космонавта у кріслах. Додаткова маса при цьому дорівнювала масі скидуваного екрану. Шестимісний апарат міг приземлятися на штатній ПРСП, а інші системи (зокрема додаткове електроживлення, життєзабезпечення і терморегулювання) знаходилися у заново спроектованому навісному агрегаті, що скидався перед включенням ТДУ та входом в атмосферу.
Для відпрацювання компонування такого оригінального рішення відсіку екіпажу на заводі ім. М. В. Хрунічева збудували його повномасштабний макет. За новим варіантом ВА роботи обмежилися ескізним проектом.
Проаналізувавши вимоги, які висуваються до засобів аварійного повернення екіпажу станцій «Мир» та МКС, фахівці НПОмаш запропонували три варіанти рятувального модуля (СПМ):
- З двох тримісних ВА і перехідного відсіку (ПВ); розрахований на евакуацію 4-6 осіб або термінове повернення (в одному зі спускних апаратів) 2-3 космонавтів. Маса модуля — 11,3 т. У випадку, якщо засобами аварійного повернення потрібно забезпечити екіпаж більше шести осіб, можна використовувати два СПМ такої конфігурації;
- з одного шестимісного ВА і ПВ; розрахований на евакуацію 4-6 осіб. Маса модуля — 7,9 т;
- З двох шестимісних ВА і ПВ; розрахований на евакуацію 8-12 осіб або термінове повернення 4-6 осіб. Маса модуля — 14,3 т.

## Спроби відновлення програми
У всіх варіантах СПМ, що доставляються на станцію у вантажному відсіку шаттла, використовується уніфікований ПО — єдиний відсік модуля розроблений заново. У внутрішньому обсязі СА і на зовнішній поверхні ПВ можна розмістити різні вантажі для доставки на станцію (наукову апаратуру, запаси палива, стиснутих газів, води, їжі тощо). ВА може використовуватись як автоматичний безпілотний засіб доставки вантажів з орбіти на Землю. Екіпаж може спостерігати за зовнішньою поверхнею станції і поверхнею Землі крізь оглядові ілюмінатори спускного апарата.
Для створення рятувального модуля передбачалося здійснити певний обсяг робіт щодо ВА: доукомплектувати його системами залежно від визначених завдань, перевірити усі бортові прилади і при необхідності замінити їх новими, спорядити порохові двигуни, виконати електричні й деякі контрольно-функціональні та механічні випробування.
Для забезпечення тривалого перебування ВА у складі станції і його контролю необхідно було узгодити параметри «електрики» і тепла, що подається зі станції в апарат.
Для перевірки життєздатності ідеї використання ВА для повернення екіпажу МКС, з 28 жовтня по 6 листопада 1996 року у Реутові працювали співробітники Хантсвіллського відділення компанії McDonnell Douglas Aerospace і фірм Spacehab Inc. і Space Development Corp. Американці в усьому погодилися з російськими партнерами, склали докладний звіт і згорнули співпрацю. Крім того, фірму McDonnell Douglas незабаром поглинула корпорація Boeing, яка стала одним з основних американських розробників МКС.
У грудні 1993 року на аукціоні космічних раритетів Sotheby's були представлені два цікаві лоти — спускний апарат супутника «Космос-1443» і Капсула спуску інформації проекту «Алмаз». Перший називався «Меркур» (Merkur). Американський бізнесмен Арт Дьюла (Art Dula) розповідав, що, коли у другій половині 1980-х він відвідав НПОмаш, йому показали кілька дивних конічних капсул, які стояли в цеху підприємства поряд зі станціями «Алмаз», порівнявши їх з американськими кораблями Меркурій. Через невдалий переклад за апаратом закріпилася назва Меркур. Обидва лоти було придбано і потім виставлено для загального огляду в Смітсоніанському національному авіаційно-космічному музеї у Вашингтоні.
Програми радянських ракетно-космічних систем без власних назв (Н-1, Л-3, ЛК, ТКС), зазвичай, закінчувалися невдало.

## Спадок програми ТКС

### Транспортний корабель модульний
У першому варіанті модулі дооснащення станції Салют-7 пропонувалося виконувати у вигляді послідовної зв'язки невеликого 11-ти тонного герметичного відсіку з обладнанням (власне модуля) і спеціального рухового блоку (буксира) приблизно такої ж маси. Буксир доставляв модуль до комплексу, забезпечував стикування, а потім відстиковувався і припиняв свій політ.
Перший модуль такого типу (транспортний корабель модульний експериментальний - ТКМ-Е) був розроблений в КБ "Салют" і з 1983 року створювався для станції "Салют-7". У ньому в якості буксира використовувався модернізований ТКС, що забезпечувало певну економію часу і коштів.

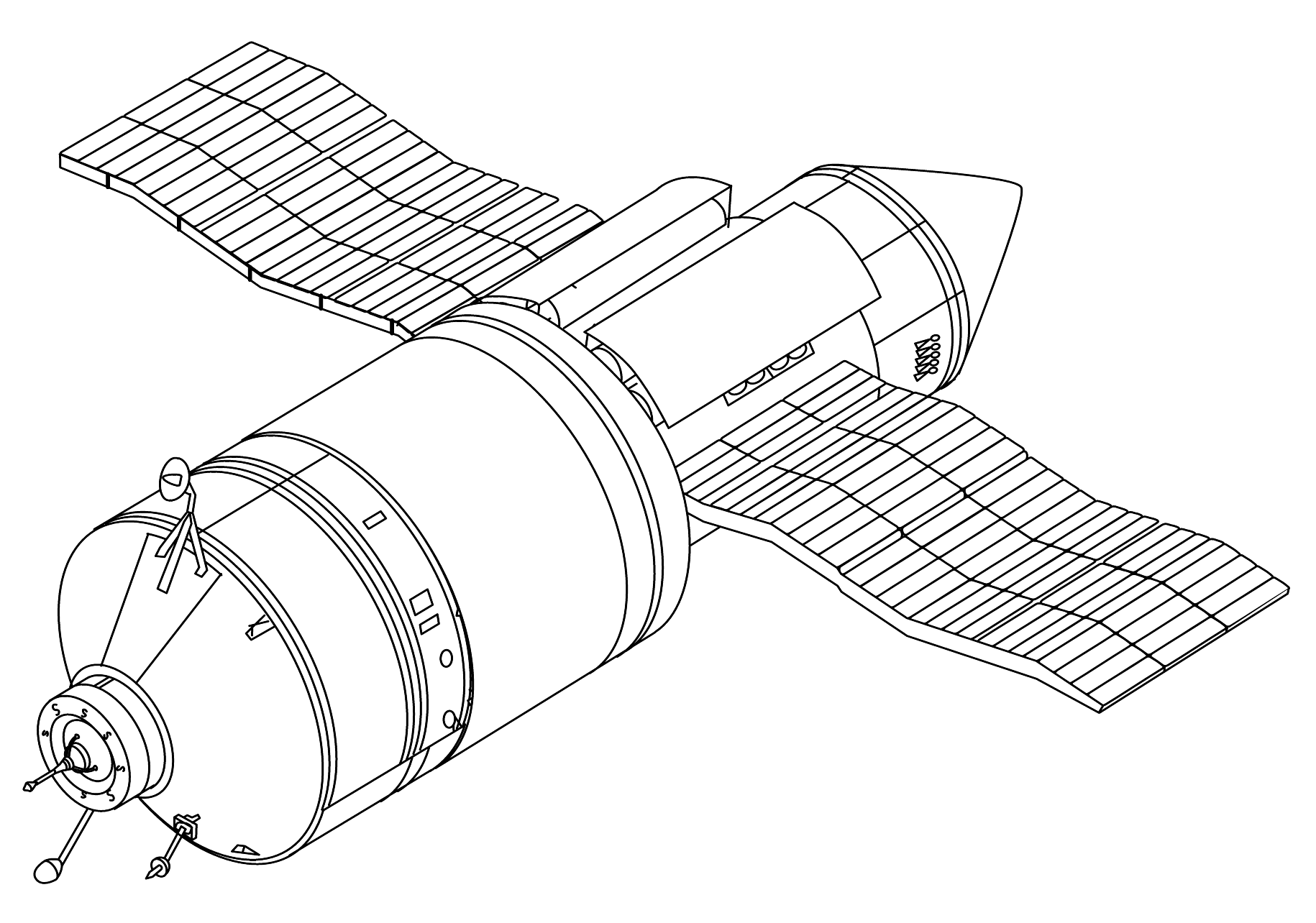
Модуль «Квант» з ТКМ-Е

Конструктивно зв'язка являла собою науковий модуль дооснащення 37КЕ №010 (ЦМ-Е) - модуля Квант та функціонально вантажний блоком ФГБ (з рос. Функционально грузовой блок) 77КЕ "166-01. ФГБ не був розрахований на відвідування космонавтами. Він також не був обладнаним стикувальним вузлом - блок кріпився до модуля квант через проставку, а його відділення відбувалося шляхом розриву пірозамків.
Завершити роботи по інтеграції  модуля дооснащення 37КЕ №010 (ЦМ-Е) - модуля Квант та функціонально вантажний блоком ФГБ до завершення експлуатації станції Салют-7 не встигли. Тому запускали таку зв'язку вже для станції Мир. Перед стартом з блоку демонтували 4 баки низького тиску, а баки високого тиску заправили на 60%. Після доставки модуля Квант до станції Мир, ФГБ відділився і був затоплений в Тихому океані. Після відділення було звільнено другий стикуальний вузол модуля Квант.

### Модулі станції Мир
Досвід отриманий під час запуску і стикування зв'язки модуль Квант та функціонально вантажного блоку (ФГБ) дозволив КБ "Салют" розробити ряд спеціалізованих модулів дооснащення для станції Мир.
Модулі дооснащення станції Мир творено в КБ "Салют" на базі транспортного корабля постачання (ТКС):
- Квант-2
- Кристал
- Спектр
- Природа

### Модулі Міжнародної космічної станції
- Наука
- Заря

## Галерея
Корабель ТКС був космічним апаратом, який став також основою для модулів орбітальних станцій та бойової лазерної станції «Скіф».

Радянський корабель ТКС для доставки вантажів та екіпажу
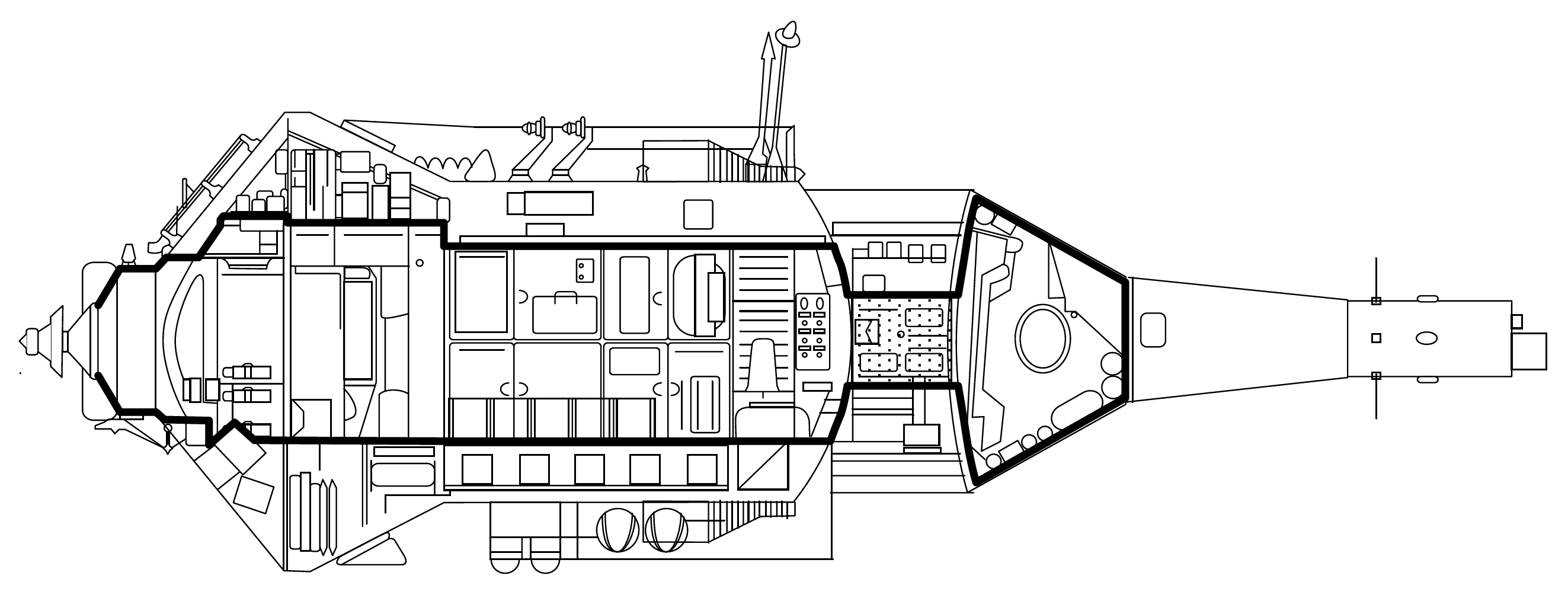
Корабель ТКС в розрізі
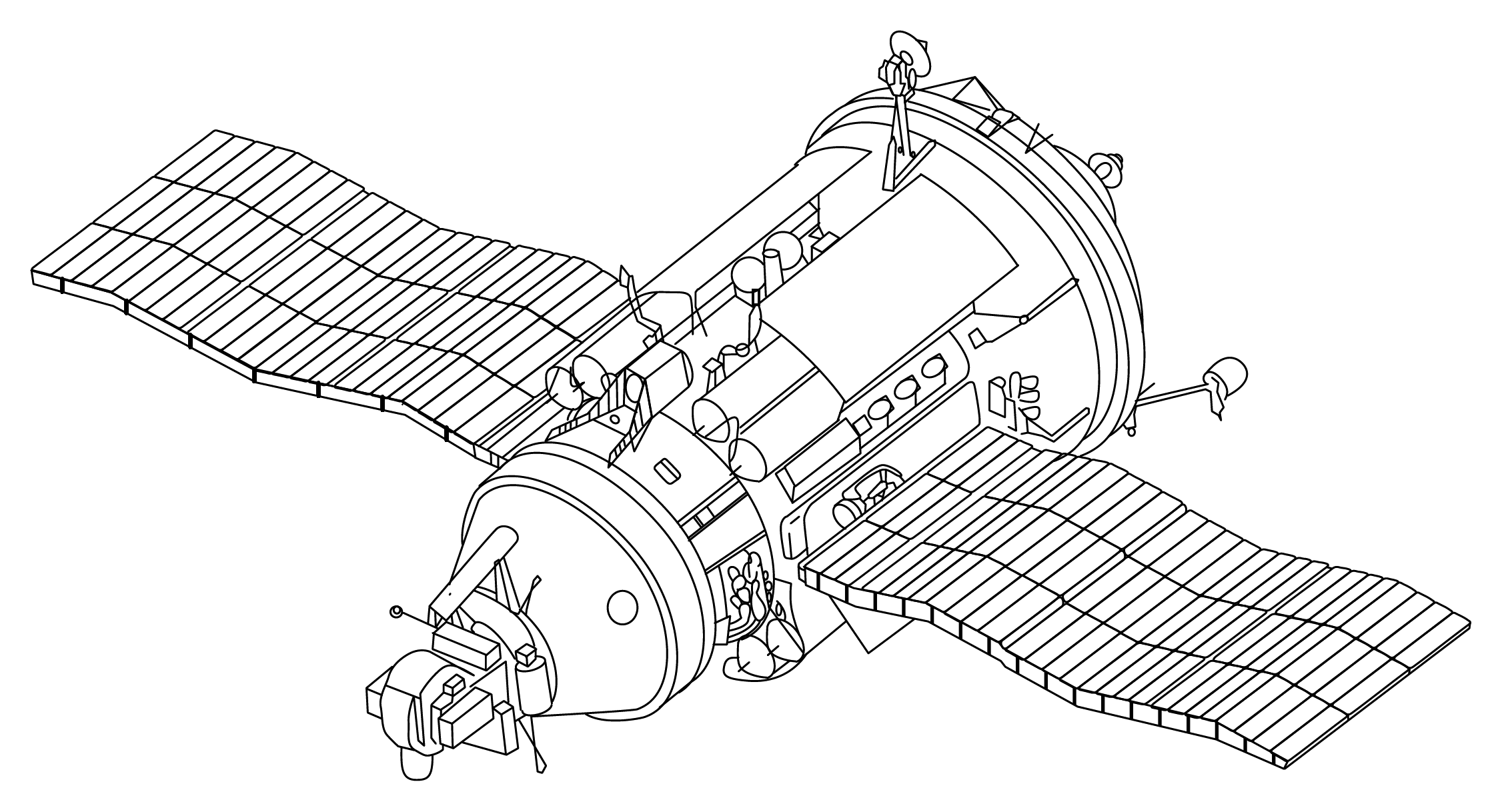
Космос-1686. Merkur модифікована версія корабля ТКС
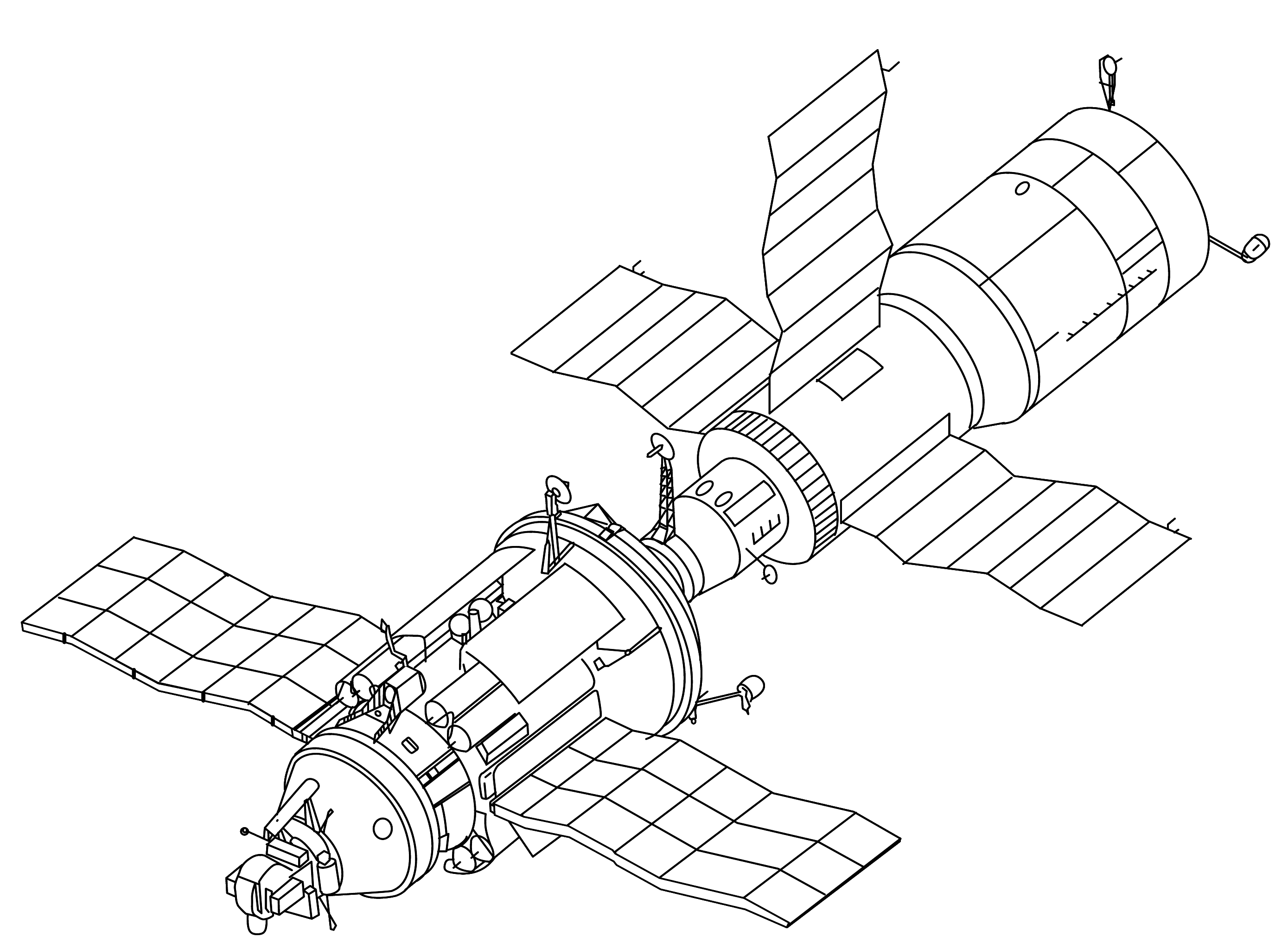
Космос-1686 і «Салют-7»
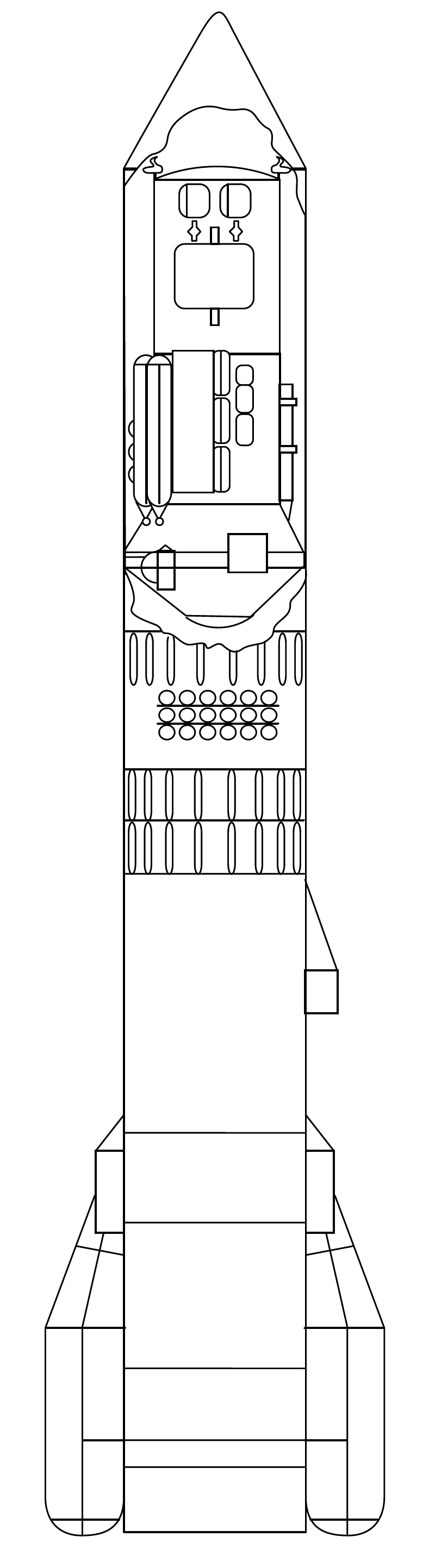
Космічний апарат Полюс в розрізі
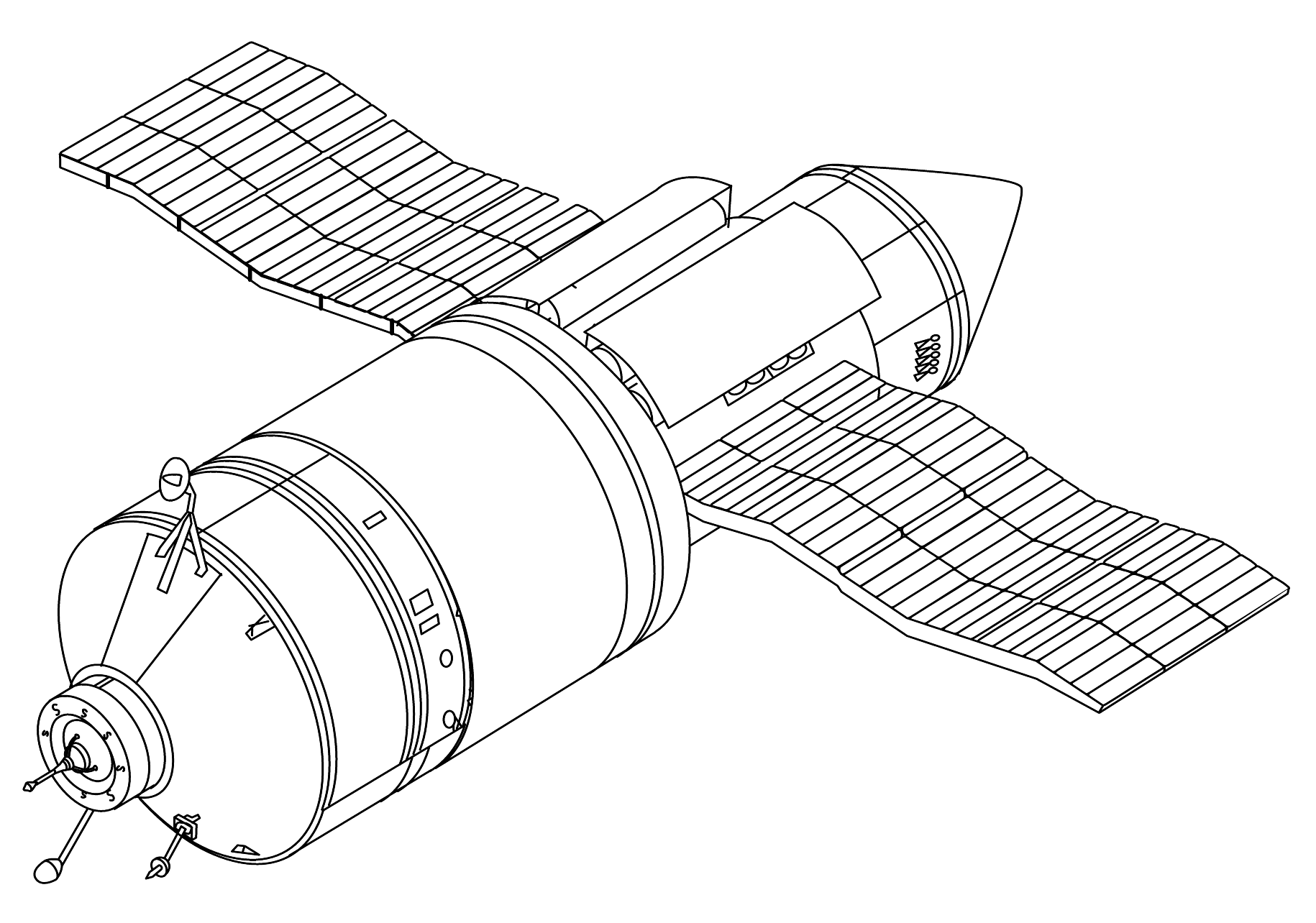
Квант-1 пристикований з ТКС
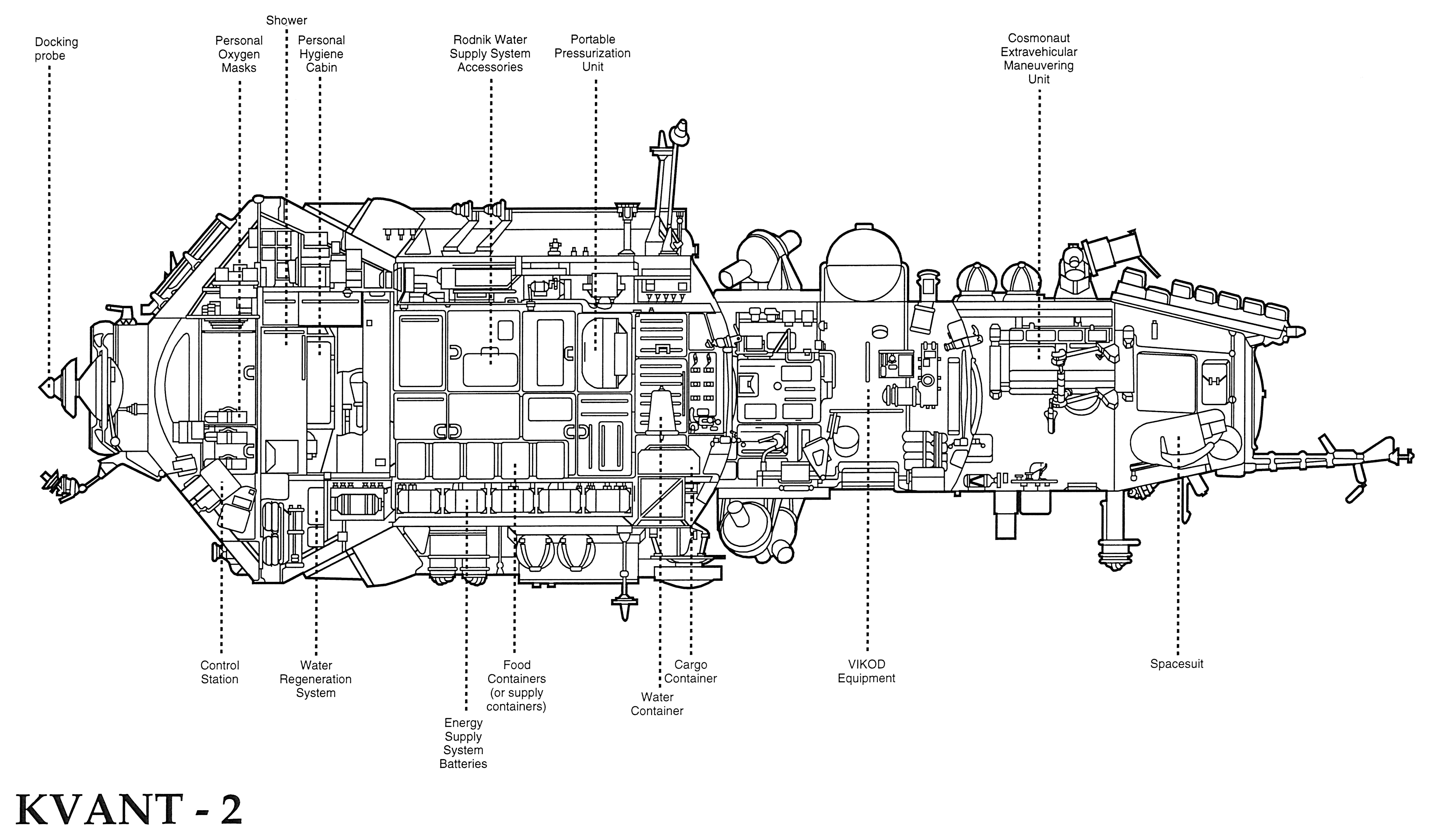
Модуль Квант-2 в розрізі
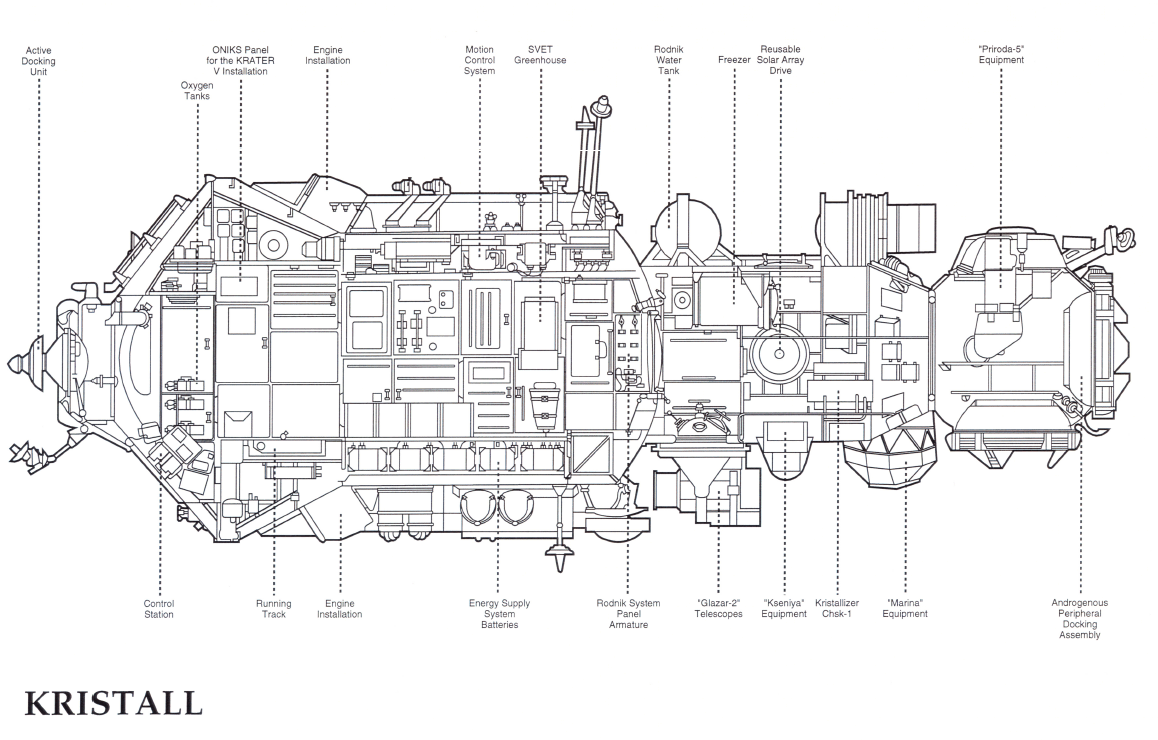
Модуль Кристал в розрізі
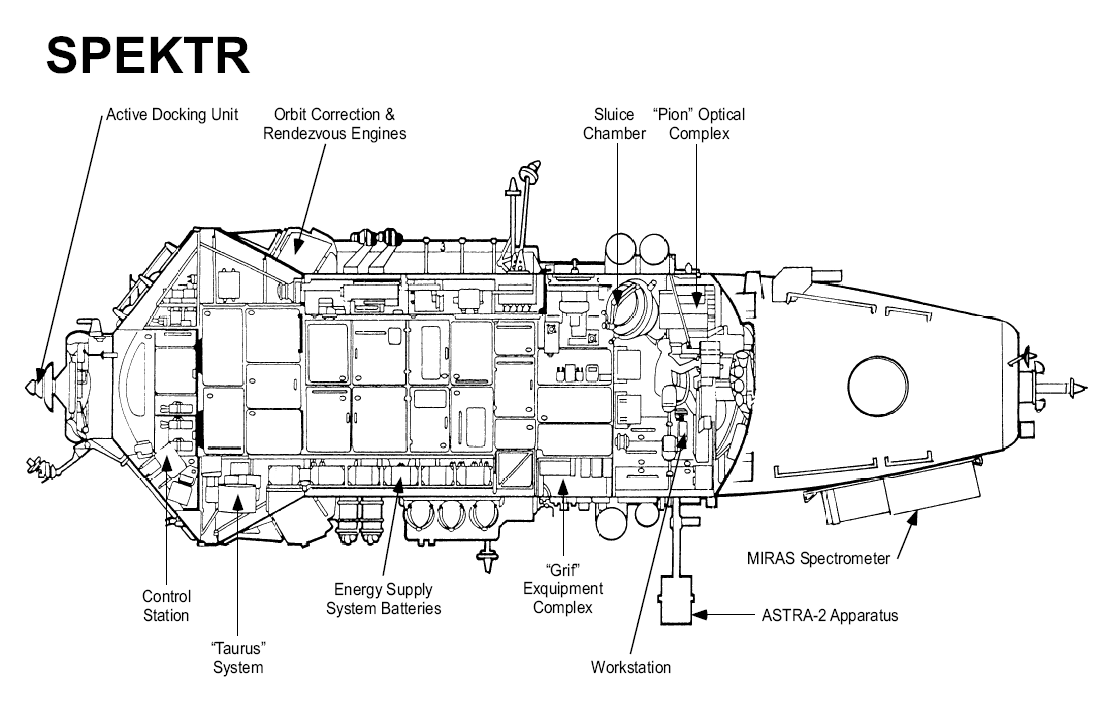
Модуль Спектр в розрізі
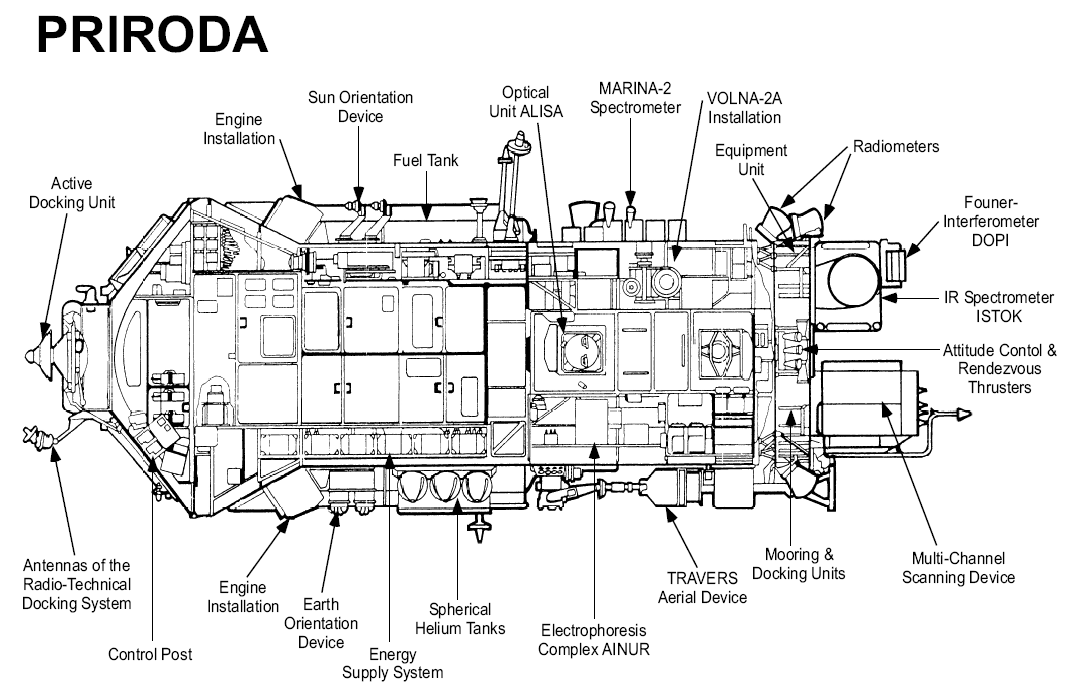
Модуль Природа в розрізі
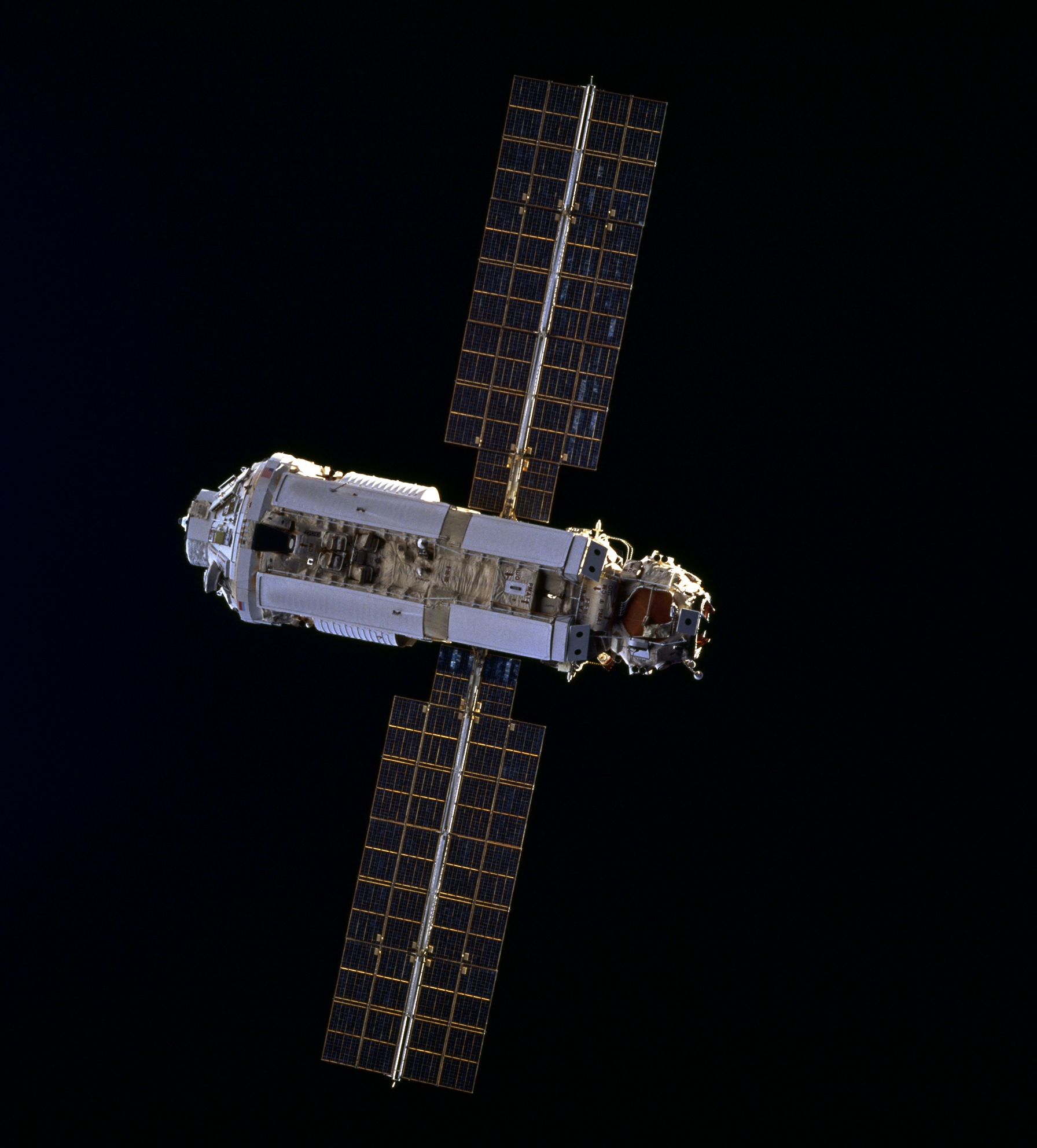
Модуль Заря під час місії шатла STS-88
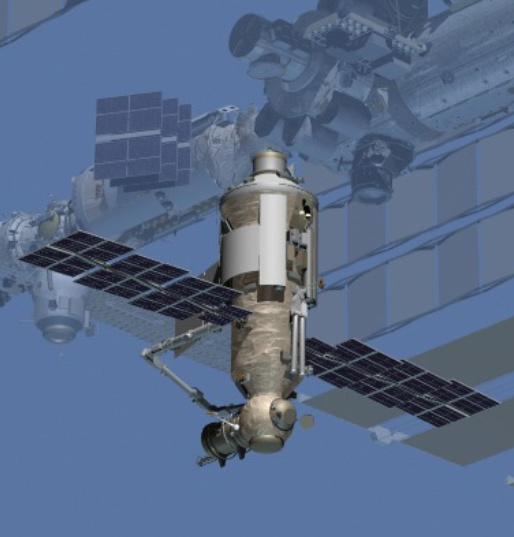
МЛМ стикується з МКС